# Masashi Tashiro
Masashi Tashiro (田代 まさし, Tashiro Masashi, dit « Marcy »), né le 31 août 1956 dans la Préfecture de Saga, était un présentateur à la télévision japonaise, autrefois membre du groupe Rats & Star.

## Succès
Après avoir fini le lycée, Tashiro a fait ses débuts comme membre du groupe japonais de style doo-wop Chanels (シャネルズ, Shaneruzu), qui avait été formé par Masayuki Suzuki et Nobuyoshi Kuwano en 1980. Plus tard, Chanels a été rebaptisée Rats & Star en 1983 à cause de la similarité du nom du groupe avec la marque française Chanel. Grâce à ses apparitions aux émissions musicales comme The Best Ten (ザ・ベストテン) et son travail comme parolier pour la chanteuse et actrice Kyoko Koizumi, Tashiro a pu se rendre suffisamment populaire au Japon pour sortir un disque vinyle en solo : Niijima no densetsu" (新島の伝説, La légende de l'île de Niijima). 
Après la dissolution de Rats & Star, son talent de comique a été découvert par Ken Shimura, un membre du groupe comique japonais The Drifters et est devenu comédien télévisé. Il reçut les surnoms d'« Empereur des jeux de mots » (ダジャレの帝王, Dajare no teiō) et de « Génie des gadgets » (小道具の天才, Kodōgu no tensai) et apparaissait souvent dans les publicités. Il a également dirigé un film.
Dans un sondage Internet de Time Magazine en 2001 pour déterminer la Personnalité de l'année, Tashiro a été adjugé vainqueur provisoire à cause de sa popularité parmi les utilisateurs du forum internet 2channel.

## Charges criminelles
Le 24 septembre 2000, Tashiro a été arrêté pour avoir essayé de filmer sous la jupe d'une femme avec un caméscope et a été condamné à une amende de 50 000 yens en décembre 2000. Quand on lui a demandé de s'expliquer sur ses actions, il a répondu qu'il tournait un film comique appelé Une pieuvre dans une minijupe (ミニにタコができる, Mini ni tako ga dekiru). Il s'agissait d'un jeu de mots portant sur la sonorité (entre mini : « minijupe » et mimi : « oreilles ») et le sens (tako peut signifier « poulpe » ou « cal ») basé sur l'expression japonaise mimi ni tako ga dekiru (耳に胼胝ができる) signifiant qu'on a tellement entendu quelque chose qu'on a des « cals se formant dans les oreilles ». Cette remarque est devenue tristement célèbre dans la presse japonaise et le nom même de Tashiro est devenu intimement lié à la notion de voyeurisme.